# Primorial

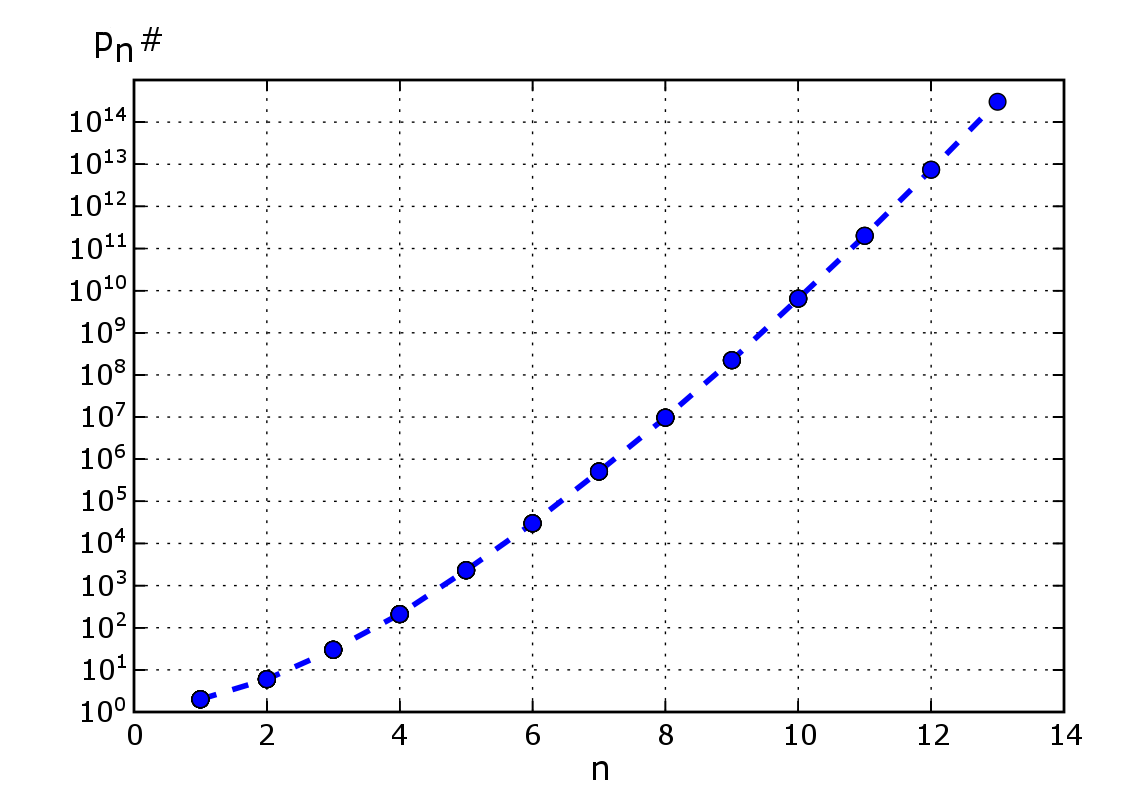
p_{n}# és una funció de n, dibuixada logarítmicament

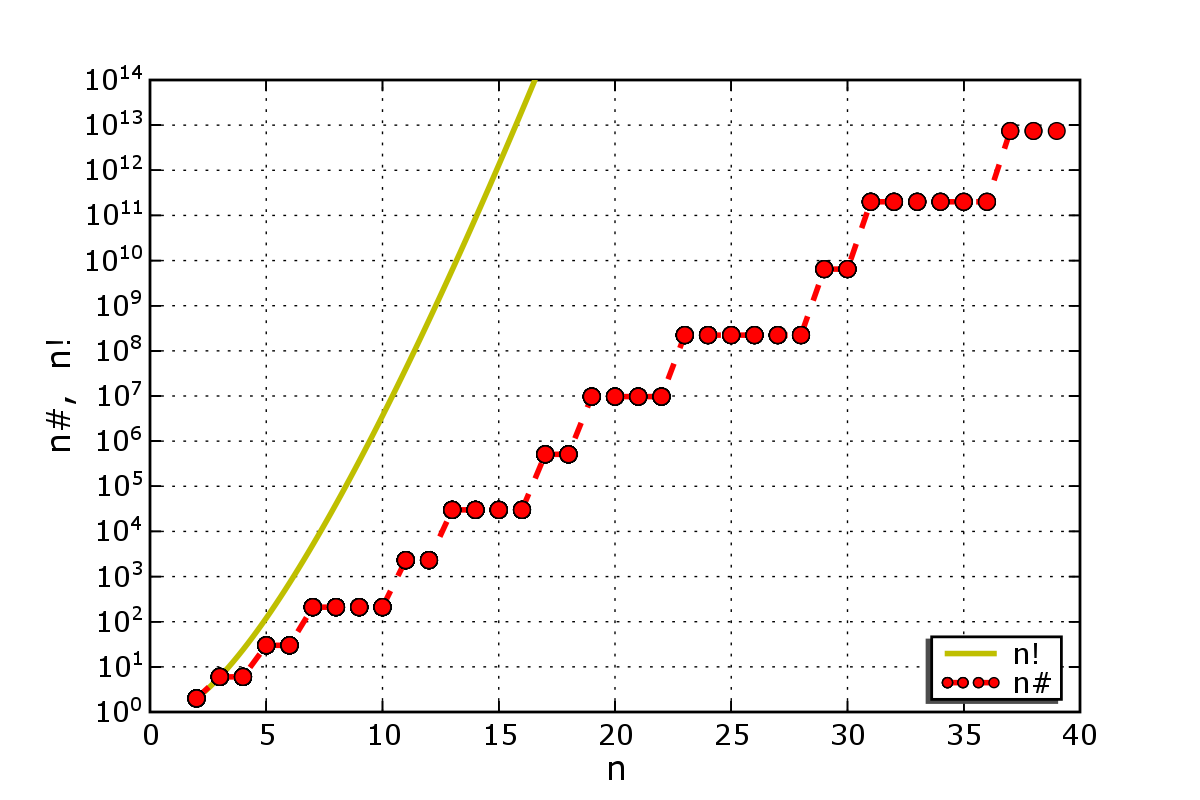
n# com una funció de n (punts vermells), en comparació amb n!. Les dues gràfiques són logarítmiques.

En matemàtiques, i més particularment en la teoria de nombres, el primorial és una funció dels nombres naturals a nombres naturals semblants a la funció factorial, però en lloc de multiplicar successivament nombres enters positius, només es multipliquen els nombres primers.
Hi ha dues definicions contradictòries que difereixen en la interpretació de l'argument: 
- la primera definició interpreta l'argument com un índex en la seqüència dels nombres primers (de manera que la funció és estrictament creixent),
- la segona definició interpreta l'argument com un límit dels nombres primers a multiplicar (de manera que el valor de la funció en qualsevol nombre compost és el mateix que en el seu predecessor).

La resta d'aquest article fa servir aquesta última interpretació.
El nom «primorial», creat per Harvey Dubner, dibuixa una analogia amb els «nombres primers» similars a la forma en què el nom «factorial» es relaciona amb «factors».

## Definició per als nombres primers
Per al {\displaystyle n}-nombre primer {\displaystyle p_{n}}, el primorial {\displaystyle p_{n}\#} es defineix com el producte dels {\displaystyle n} primers nombres primers:
{\displaystyle p_{n}\#\equiv \prod _{k=1}^{n}p_{k}},
on {\displaystyle p_{k}} és el {\displaystyle k}-èsim nombre primer. Per exemple, {\displaystyle {\displaystyle p_{5}\#}} significa el producte dels 5 primers nombres primers:
{\displaystyle p_{5}\#=2\times 3\times 5\times 7\times 11=2310.}
Els primers cinc primorials {\displaystyle p_{n}\#} són:
2, 6, 30, 210, 2310 (successió A002110 a l'OEIS).
La seqüència també inclou {\displaystyle p_{0}\#=1}, que és un producte buit. Asimptòticament, els primorials {\displaystyle p_{n}\#} creixen segons:
{\displaystyle p_{n}\#=e^{(1+o(1))n\log n},}
on {\displaystyle o()} és la cota inferior asimptòtica inferior.

## Definició per als nombres naturals
En general, per a un {\displaystyle n} enter positiu, un primorial {\displaystyle n\#} també es pot definir com el producte d'aquests ≤ {\displaystyle n} primers:
{\displaystyle n\#\equiv \prod _{i=1}^{\pi (n)}p_{i}=p_{\pi (n)}\#},
on {\displaystyle \pi (n)} és la funció de recompte de nombres primers (successió A000720 a l'OEIS), que dona tots els ≤{\displaystyle n} nombres primers. Això equival a:
{\displaystyle n\#={\begin{cases}1&{\text{si }}n=0,\ 1\\(n-1)\#\times n&{\text{si }}n{\text{ és primer}}\\(n-1)\#&{\text{si }}n{\text{ és compost}}.\end{cases}}}
Per exemple, {\displaystyle 12\#} representa el producte de tots els nombres primers ≤12:
{\displaystyle 12\#=2\times 3\times 5\times 7\times 11=2310.}
Llavors {\displaystyle \pi (12)=5}, es pot calcular com:
{\displaystyle 12\#=p_{\pi (12)}\#=p_{5}\#=2310.}
Considerant els primers 12 valors de {\displaystyle n\#} :
1, 2, 6, 6, 30, 30, 210, 210, 210, 210, 2310, 2310.
Es pot observar que per als nombres compostos {\displaystyle n}, tots els termes {\displaystyle n\#} simplement dupliquen el terme precedent {\displaystyle (n-1)\#}, tal com es detalla a la definició. En l'exemple anterior tenim {\displaystyle 12\#=p_{5}\#=11\#} ja que 12 és un nombre compost.
Els primorials estan relacionats amb la primera funció de Txebixov, escrita {\displaystyle \vartheta (n)} o {\displaystyle \theta (n)} d'acord amb:
{\displaystyle \ln(n\#)=\vartheta (n).}
Atès que {\displaystyle \vartheta (n)} s'aproxima asimptòticament a grans valors de {\displaystyle n}, els primorials creixen d'acord amb:
{\displaystyle n\#=e^{(1+o(1))n}.}
La idea de multiplicar tots els primers coneguts es produeix en algunes proves de la infinitud dels nombres primers, on s'utilitza per derivar l'existència d'un altre primer.

## Aplicacions i propietats
Els primorials tenen un paper en la recerca de nombres primers en progressions aritmètiques additives. Per exemple, 2.236.133.941 + 23# és un nombre primer, començant una seqüència de tretze primers trobats sumant repetidament 23# i acabant amb 5.136.341.251; 23# també és la diferència comuna en les progressions aritmètiques de quinze i setze primers.
Cada nombre altament compost és un producte de primorials (per exemple, 360 = 2 × 6 × 30)
Tots els primordials són sencers sense quadrats, i cadascun té molts més factors primers diferents que qualsevol número més petit que ell. Per a cada {\displaystyle n} primorial, la fracció {\displaystyle {\frac {\varphi (n)}{n}}} és més petita que qualsevol altre nombre enter, on {\displaystyle \varphi (n)} és la funció directriu d'Eulen.
Qualsevol funció completament multiplicativa es defineix pels seus valors en primorials, ja que es defineix pels seus valors en nombres primers, que es poden recuperar per divisió de valors adjacents.
En el sistema de numeració corresponent a primorials (com la base 30, que no s'han de confondre amb el sistema de base de nombres primers) tenen una menor proporció de nombres decimals periòdics que qualsevol base menor.
Cada element primorial és un nombre poc indicatriu.
El {\displaystyle n}-compositorial d'un nombre compost {\displaystyle c} és el producte de tots els nombres compostos fins i incloent {\displaystyle c}. El {\displaystyle n}-compositorial és igual a {\displaystyle c_{n}!} dividit pel primorial {\displaystyle c_{n}\#}
{\displaystyle {\frac {c_{n}!}{c_{n}\#}}\equiv \prod _{i=1}^{n}c_{i}}, on {\displaystyle c_{i}}és el i-èsim nombre compost.
Els primers nombres compositorials són:
1, 4, 24, 192, 1728, 17.280, 207.360, 2.903.040, 43.545.600, 696.729.600, ...

## Semblança
La funció zeta de Riemann en nombres enters positius més grans que 1 pot expressar-se mitjançant l'ús de la funció primorial i la funció indicatriu de Jordan {\displaystyle J_{k}(n)}:
{\displaystyle \zeta (k)={\frac {2^{k}}{2^{k}-1}}+\sum _{r=2}^{\infty }{\frac {(p_{r-1}\#)^{k}}{J_{k}(p_{r}\#)}},\quad k=2,3,\dots }

## Taula de primorials
| n  | n#        | pn  | pn#                                 | Primorial primer? | Primorial primer? |
| n  | n#        | pn  | pn#                                 | pn# + 1           | pn# − 1           |
| -- | --------- | --- | ----------------------------------- | ----------------- | ----------------- |
| 0  | 1         | N/D | 1                                   | Sí                | No                |
| 1  | 1         | 2   | 2                                   | Sí                | No                |
| 2  | 2         | 3   | 6                                   | Sí                | Sí                |
| 3  | 6         | 5   | 30                                  | Sí                | Sí                |
| 4  | 6         | 7   | 210                                 | Sí                | No                |
| 5  | 30        | 11  | 2310                                | Sí                | Sí                |
| 6  | 30        | 13  | 30.030                              | No                | Sí                |
| 7  | 210       | 17  | 510.510                             | No                | No                |
| 8  | 210       | 19  | 9.699.690                           | No                | No                |
| 9  | 210       | 23  | 223.092.870                         | No                | No                |
| 10 | 210       | 29  | 6.469.693.230                       | No                | No                |
| 11 | 2310      | 31  | 200.560.490.130                     | Sí                | No                |
| 12 | 2310      | 37  | 7.420.738.134.810                   | No                | No                |
| 13 | 30.030    | 41  | 304.250.263.527.210                 | No                | Sí                |
| 14 | 30.030    | 43  | 13.082.761.331.670.030              | No                | No                |
| 15 | 30.030    | 47  | 614.889.782.588.491.410             | No                | No                |
| 16 | 30.030    | 53  | 32.589.158.477.190.044.730          | No                | No                |
| 17 | 510.510   | 59  | 1.922.760.350.154.212.639.070       | No                | No                |
| 18 | 510.510   | 61  | 117.288.381.359.406.970.983.270     | No                | No                |
| 19 | 9.699.690 | 67  | 7.858.321.551.080.267.055.879.090   | No                | No                |
| 20 | 9.699.690 | 71  | 557.940.830.126.698.960.967.415.390 | No                | No                |